# Vaccinium costerifolium
Vaccinium costerifolium är en ljungväxtart som beskrevs av Herman Otto Sleumer. Vaccinium costerifolium ingår i Blåbärssläktet, och familjen ljungväxter. Inga underarter finns listade i Catalogue of Life.